# شهرستان هایچنگ
شهرستان هایچنگ (به لاتین: Haicheng County) یک منطقهٔ مسکونی در چین است.